# Walter Bender
Walter Bender (Boston, 1956) és un tecnòleg i investigador que ha fet importants contribucions en el camp de la publicació electrònica, dels mitjans de comunicació i de la tecnologia per a l'aprenentatge en programari lliure.
Va obtenir un Bachelor d'Arts a la Universitat Harvard el 1977 i un Màster de Ciència al Massachusetts Institute of Technology el 1980. El 1978 va entrar a formar part de l'Architecture Machine Group, el precursor de l'Electronic Publishing Group del MIT Media Lab del Massachusetts Institute of Technology; grup del que seria cap durant més de vint anys. Del 2000 al 2006 va ser director executiu del MIT Media Lab.
Bender va investigar els estils interactius associats als mitjans de comunicació existents i va assajar estendre'ls a dominis als quals s'incorporés un ordinador en la interacció. Va contribuir de manera important a millorar la publicació electrònica i particularment en la recerca de mètodes per personalitzar les notícies.
Del 2006 al 2008 va demanar una excedència per dedicar-se a la iniciativa «Un Portàtil Per Nen» (en anglès One Laptop Per Child, també coneguda com a PC de 100 dòlars. En va ser el president i va contribuir en molts dels aspectes més innovadors de l'ordinador OLPC XO-1 i de la seva interfície gràfica d'usuari Sugar, basada en el programari lliure Linux.
Va deixar la iniciativa OLPC el 2008, quan Microsoft, menys partidari del codi obert, va decidir participar en OLPC. Aleshores Bender va fundar Sugar Labs on continua desenvolupant programari educatiu de codi obert; com per exemple, Turtle Blocks, un llenguatge de programació molt senzill, creat per iniciar i sensibilitzar els nens per les possibilitats de la informàtica.
Publicacions
- Leaning to Change the World, on technology. learning, and social entrepreneurship (2012)[8]